# Berthold Laufer
Berthold Laufer (11 de outubro de 1874 – 13 de setembro de 1934) foi um antropólogo e geógrafo historiador especializado em línguas asiáticas orientais. O Museu Americano de História Natural chamou-o "um dos mais distintos sinólogos da sua geração".
Trabalhou em etnologia no Museu Americano de História Natural (1904–1906), foi professor de antropologia e línguas asiáticas orientais na Universidade Columbia (1905–1907) e passou o resto da carreira no Field Museum em Chicago. Foi presidente da Sociedade de História da Ciência em 1932.

## Lista de obras

### Escritas em inglês
- 1899 Ethnological work on the island of Sakhalin
- 1899 Petroglyphs on the Amoor
- 1900 Preliminary notes on explorations among the Amoor tribes
- 1902 The decorative art of the Amur tribes, Volume 7, Part 1
- 1905 Historical jottings on amber in Asia
- 1906 The Bird-Chariot in China and Europe
- 1907 A Plea for the Study of the History of Medicine and Natural Sciences
- 1907 A theory of the origin of Chinese writing
- 1907 Note on the introduction of the groundnut into China
- 1907 The introduction of maize into eastern Asia
- 1907 The relations of the Chinese to the Philippine Islands
- 1907 W. W. Newell and the lyrics of Li-T'ai-Po
- 1908 Origin of Our Dances of Death
- 1908 The Jonah legend in India
- 1911 Chinese grave-sculptures of the Han period
- 1911 Jade
- 1911 King Tsing, the Author of the Nestorian Inscription
- 1912 Chinese pottery in the Philippines
- 1911 The Introduction of Vaccination Into the Far East
- 1912 Fish Symbols in China (Illustrated)
- 1912 Foreword to "Catalogue of a selection of art objects from the Freer collection exhibited in the new building of the National museum, April 15 to June 15, 1912"
- 1912 The Chinese Madonna in the Field Museum
- 1913 Descriptive account of the collection of Chinese, Tibetan, Mongol, and Japanese books in the Newberry Library
- 1913 Remarks on "Some aspects of North American Archaeology" by Roland B. Dixon (pp.573-574 of American Anthropologist vol.15 Issue 4
- 1913 Notes on Turquois In The East
- 1913 The Application of the Tibetan Sexagenary Cycle
- 1913 The Chinese Battle of the Fishes (With Illustration)
- 1913 The Praying Mantis in Chinese Folklore (Illustrated)
- 1914 Bird divination among the Tibetans (notes on document Pelliot no 3530, with a study of Tibetan phonology of the ninth century)
- 1914 Chinese clay figures
- 1914 Some Fundamental Ideas of Chinese Culture
- 1915 The diamond
- 1915 The Eskimo Screw as a Culture-Historical Problem
- 1915 The Story of the Pinna and the Syrian Lamb
- 1915 Two Chinese Imperial Jades
- 1916 Burkhan
- 1916 Cardan's Suspension in China
- 1916 Loan-words in Tibetan
- 1916  The Nichols Mo-So Manuscript
- 1917 Concerning the History of Finger-Prints
- 1917 Moccasins
- 1917 Origin of the Word Shaman
- 1917 Religious and artistic thought in ancient China
- 1917 The Beginnings of Porcelain in China, 1917
- 1917 The language of the Yüe-chi or Indo-Scythians
- 1917 The reindeer and its domestication
- 1917 The Vigesimal and Decimal Systems in the Ainu Numerals: With Some Remarks on Ainu Phonology
- 1917 Totemic Traces among the Indo-Chinese
- 1918 Origin of Tibetan Writing
- 1918 The Chinese Exhibition
- 1919 Coca and betel-chewing: A query
- 1919 Sino-Iranica; Chinese contributions to the history of civilization in ancient Iran, with special reference to the history of cultivated plants and products
- 1920 Multiple Births among the Chinese
- 1920 The reindeer once more
- 1920 Sex transformation and hermaphrodites in China
- 1922 Archaic Chinese bronzes: of the Shang, Chou and Han periods, in the collections of Mr. Parish-Watson
- 1922 Preface to "Japanese collections : Frank W. Gunsaulus Hall" by Helen C. Gunsaulus
- 1922 The Chinese gateway
- 1923 Use of Human Skulls and bones in Tibet
- 1924 Introduction of tobacco into Europe
- 1924 Tobacco and its use in Asia
- 1925 Chinese Baskets
- 1925 Ivory in China
- 1926 Ostrich Egg-Shell Cups from Mesopotamia
- 1927 Agate, archaeology and folklore
- 1927 Insect-Musicians and Cricket Champions of China
- 1928 The Giraffe in History and Art
- 1928 The prehistory of aviation
- 1928 The prehistory of television
- 1930 A Chinese-Hebrew Manuscript, a new Source for the History of the Chinese Jews
- 1930 Geophagy
- 1930 The early history of felt
- 1930 Tobacco and its use in Africa
- 1931 Columbus and Cathay, and the Meaning of America to the Orientalist
- 1931 Paper and Printing in Ancient China
- 1931 The domestication of the cormorant in China and Japan
- 1931 Tobacco in New Guinea
- 1932 A Defender of the Faith and his Miracles
- 1932 Sino-American Points of Contact
- 1933 East and West
- 1933 Preface to "The races of mankind: an introduction to Chauncey Keep Memorial Hall"
- 1933 The Jehol pagoda model(Field Museum News Vol.4 April 1933 No.4 p.1)
- 1933 Turtle Island
- 1934 Chinese Muhammadan bronzes
- 1934 Etruscans (Field Museum News Vol.5 January 1934 No.1 p.2)
- 1934 Rare Chinese brush-holder (Field Museum News Vol.5 June 1934 No.6 p.4)
- 1934 The Chinese imperial gold collection
- 1934 The Lemon in China and Elsewhere
- 1934 The Noria or Persian Wheel
- 1934 The Swing in China
- 1935 Rye in the Far East and the Asiatic Origin of Our Word Series "Rye"
- 1938 The American plant migration. The potato
- 1939 Christian art in China

### Escritas em francês
- 1905 Anneaux nasaux en Chine
- 1916 The Si-hia language: A Study in Indo-Chinese Philology
- 1917 La Mandragore
- 1918 Malabathron
- 1922 Sanskrit Karketana

### Escritas em alemão
- 1898 Blumen, die unter den Tritten von Menschen hervorsprossen
- 1898 Über eine Gattung mongolischer Volkslieder und ihre Verwandtschaft mit türkischen Liedern
- 1898-1899 Ueber das va zur. Ein Beitrag zur Phonetik der tibetischen Sprache: part 1part 2part 3
- 1908 Skizze der manjurischen Literatur
- 1907 Zur Geschichte der Brille